# جيفري كينغ
جيفري كينغ, (بالإنجليزية: Jeffrey King)‏ هو شخصية خيالية من المسلسل الأوبرا الصابونية الأمريكية حياة واحدة للعيش من سلسلة توم راسينا وجيسيكا كلاين، التي بنيت على شبكة التلفزيونية بروسبيكت بارك. وقام بتأدية الدور الممثل كوربن بلو الذي قام بتأديته لدور (تشاد دانفورث) في سلسلة الأفلام الغنائية «هاي سكول ميوزيكال» التي قدمتها قناة ديزني.
جيفري كينغ وهو عامل حر، وهو صديق دانييل مانينغ وماثيو بوكهانان من سكان ليانفيو، بنسلفانيا. وكلاهما التقى خارج ليانفيو أثناء دراستهم في مدرسة داخلية في لندن في عام 2009. ويعتبر جيفري من الشخصيات المهمة في هذا المسلسل.

## الخلاصة
يعتبر جيفري أول عامل حر في هذا المسلسل، يسعى جيفري للحصول على وضع الموظفين من فيكي لورد بعد مقالة التي تتكلم عن فضيحة مع عضو مجلس الشيوخ الصغرى، دوريان لورد. كما أنه صديق لماثيو بوكهانان ودانييل مانينغ عندما حضرا جميعا في مدرسة داخلية في لندن. جيفري يحرص على مساعدة العمل في صحيفة التي فشلت بها فيكي، وجيفري يقنعها لكتابة مقالة أخرى التي تفضح عن دوريان. وفي الوقت نفسه، أنتقل جيفري مع أصدقائه ماثيو ودانييل إلى شقته الخاصة. جيفري يهتم جدا بزميلته ديستاني إيفانز، وهي زميلت ماثيو السابقة التي أنجبت منه ولدا، وفي الوقت نفسه، جيفري يخرب الأخبار إلى فيكي أن واحدا من الاستثمارات لها قد يكلف كل شيء لها. وفي وقت لاحق، جيفري يفرض ماثيو لمواجهة ميشيل ماكول، الفتاة التي كان يتحدث معها على شبكة الإنترنت بعد أن تقف معه. ومع ذلك، أنهى جيفري العلاقة بينهما. وفي الوقت نفسه، عندما سمع جيفري عن الفضيحة الذي عملها كلينت بوكهانان وهو في حالة السكر وقام بضرب وشتم الناس، جيفري يقنع فيكي لتشغيل قصة أخرى من أجل الحفاظ على السيطرة عليها.

## وصلات خارجية
- جيفري كينغ في قاعدة بيانات الأفلام على الإنترنت.